# Saharna
Saharna – wieś w Mołdawii, w rejonie Rezina, w gminie Saharna Nouă. Najważniejszym obiektem jest monaster Trójcy Świętej założony w 1776 roku. Na południe od Saharnej znajduje się klasztor w Tipovej.